# Hörsel, Thüringen
Hörsel är en kommun i Landkreis Gotha i förbundslandet Thüringen i Tyskland.
Kommunen bildades den 1 december 2011 genom en sammanslagning av de tidigare kommunerna Aspach, Ebenheim, Fröttstädt, Hörselgau, Laucha, Mechterstädt, Metebach, Teutleben, Trügleben och Weingarten.